# Mortal Throne of Nazarene
Mortal Throne of Nazarene – drugi album studyjny amerykańskiej grupy muzycznej Incantation. Wydawnictwo ukazało się 11 marca 1994 roku nakładem wytwórni muzycznej Relapse Records. Nagrania zostały zarejestrowane w marcu 1994 roku w Excello Recording Studios w Nowym Jorku. Mastering odbył się w Mark Studios w Cleveland w stanie Ohio.
1 sierpnia 1995 roku nagrania ukazały się w wersji z oryginalnym miksowaniem na płycie pt. Upon the Throne of Apocalypse. Zmianie uległa także kolejność kompozycji.

## Lista utworów
Opracowano na podstawie materiału źródłowego.
1. „Demonic Incarnate” (Kemp, McEntee, Pillard) – 5:51
2. „Emaciated Holy Figure” (McEntee, Pillard) – 3:44
3. „Iconoclasm of Catholicism” (McEntee, Pillard) – 3:19
4. „Essence Ablaze” (McEntee, Pillard) – 3:23
5. „Noctournal Dominium” (Kamp, McEntee, Pillard) – 5:57
6. „The Ibex Moon” (McEntee, Pillard) – 4:34
7. „Blissful Bloodshower” (McEntee, Pillard) – 0:48
8. „Abolishment of Immaculate Serenity” (McEntee, Pillard) – 8:20

## Twórcy
Opracowano na podstawie materiału źródłowego.

- Craig Pillard – wokal prowadzący, gitara rytmiczna, gitara prowadząca
- John McEntee – gitara prowadząca, miksowanie
- Dan Kamp – gitara basowa
- Jim Roe – perkusja
- Garris Shipon – inżynieria dźwięku
- Mr. Bill – inżynieria dźwięku
- Brian Sekula – miksowanie
- Dave Shirk – mastering
- Miran Kim – okładka
- Wes Benscoter – oprawa graficzna
- Matthew Jacobson – producent wykonawczy
- William J. Yurkiewicz Jr – producent wykonawczy